# Tambalagamia
Tambalagamia är ett släkte av ringmaskar. Tambalagamia ingår i familjen Nereididae.
Kladogram enligt Catalogue of Life:
| Tambalagamia | \| \| Tambalagamia fauveli \| \| \| \| \| \| Tambalagamia orientalis \| \| \| \| |
|              | \| \| Tambalagamia fauveli \| \| \| \| \| \| Tambalagamia orientalis \| \| \| \| |
|              | Tambalagamia fauveli                                                             |
|              |                                                                                  |
|              | Tambalagamia orientalis                                                          |
|              |                                                                                  |